# جيك لا بوتز
جيك لا بوتز (بالإنجليزية: Jake La Botz)‏ هو مغن ومؤلف وممثل أمريكي، ولد في 23 نوفمبر 1968 بشيكاغو في الولايات المتحدة.

## أعمال

### أفلام
- (2008) رامبو 4[4][5][6][7]
- (2012)  صياد مصاص الدماء[8]

## وصلات خارجية
- جيك لا بوتز على موقع IMDb (الإنجليزية)
- جيك لا بوتز على موقع ميوزك برينز (الإنجليزية)
- جيك لا بوتز على موقع ديسكوغز (الإنجليزية)
- جيك لا بوتز على موقع قاعدة بيانات الفيلم (الإنجليزية)